# Koreańczycy w służbie Japonii podczas II wojny światowej

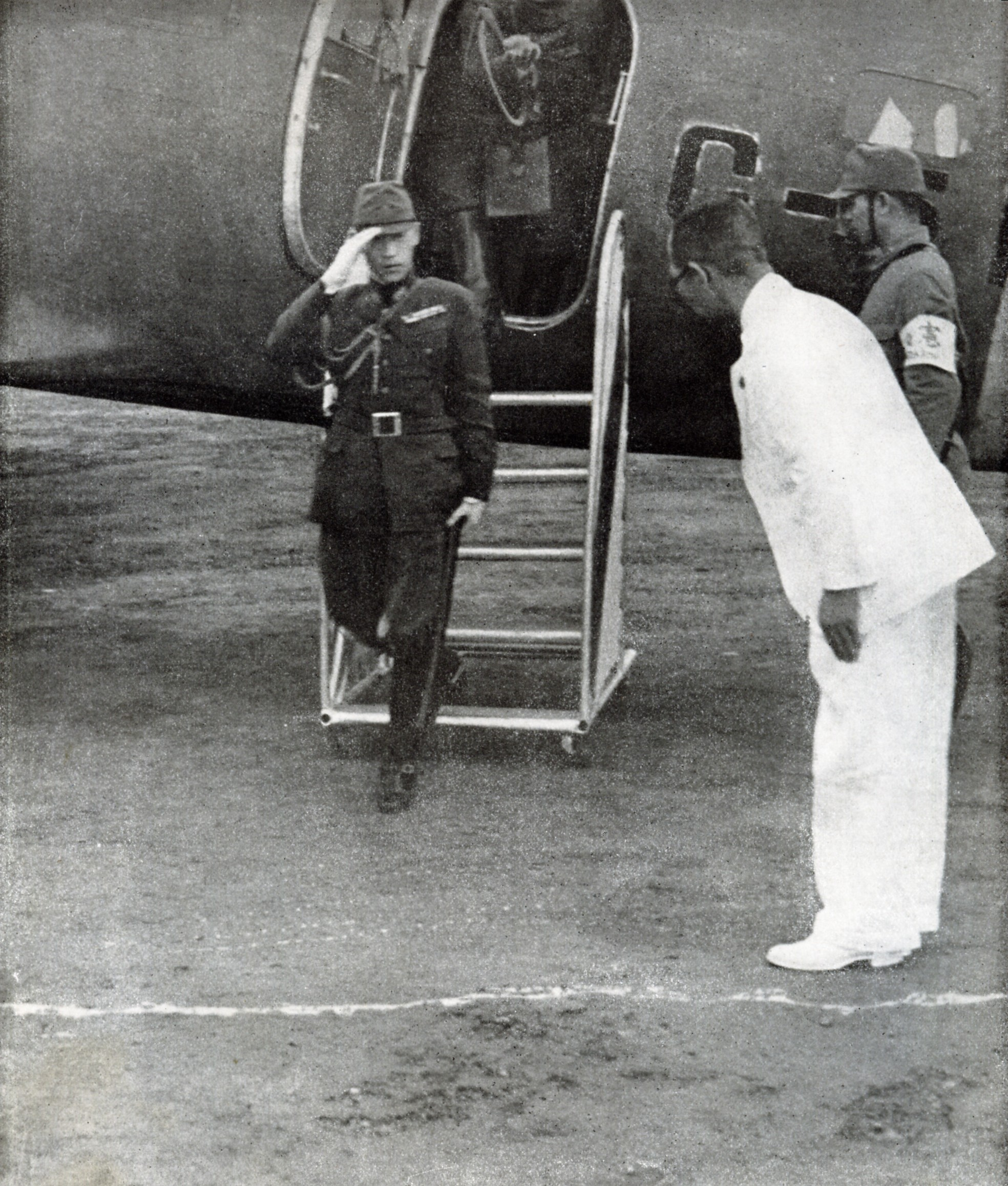
Książę Yi U (1912–1945), z koreańskiej rodziny cesarskiej, w mundurze Cesarskiej Armii Japońskiej

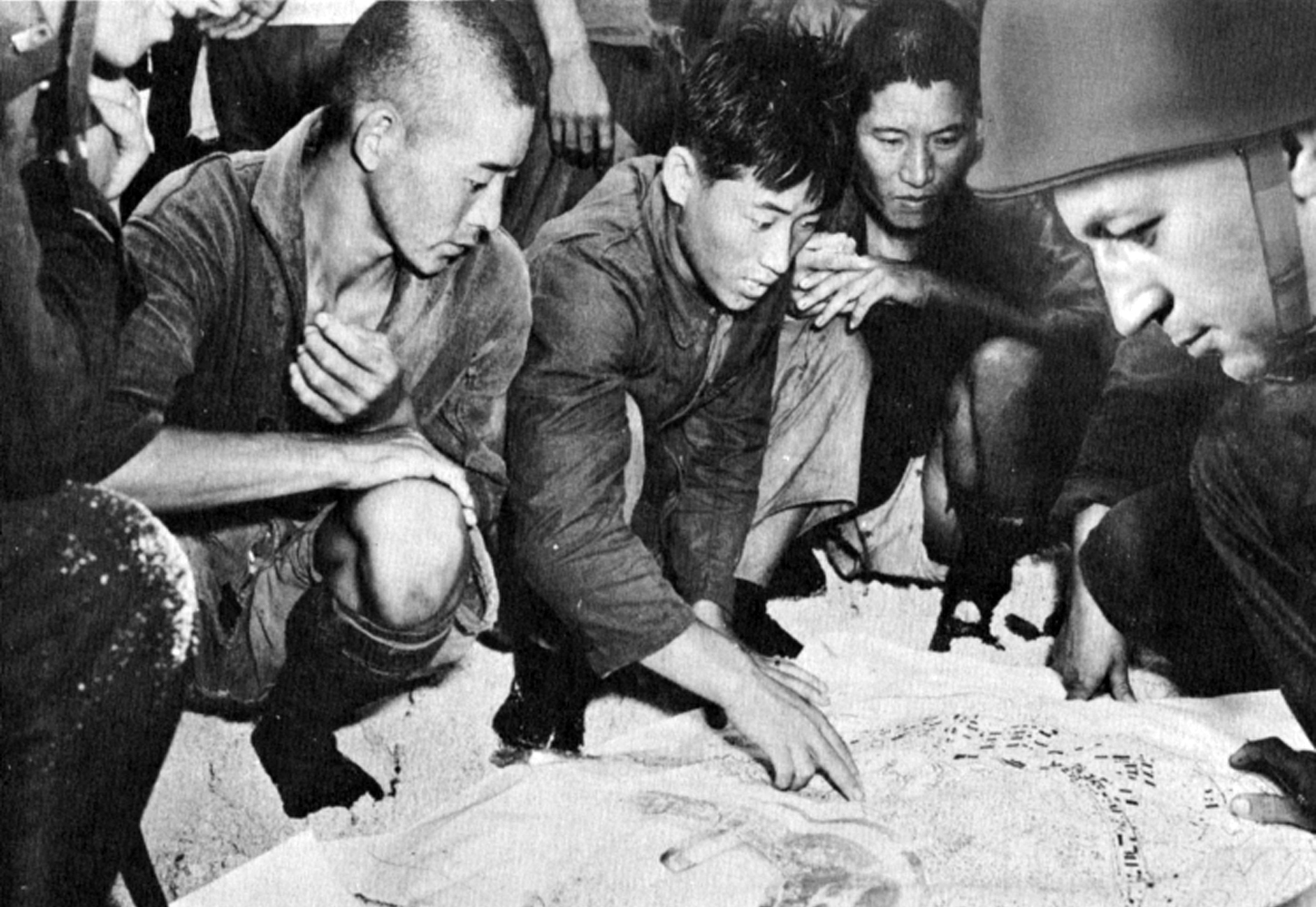
Koreańscy robotnicy przymusowi ujęci podczas walk o Wyspy Marshalla udzielają Amerykanom informacji o Japończykach

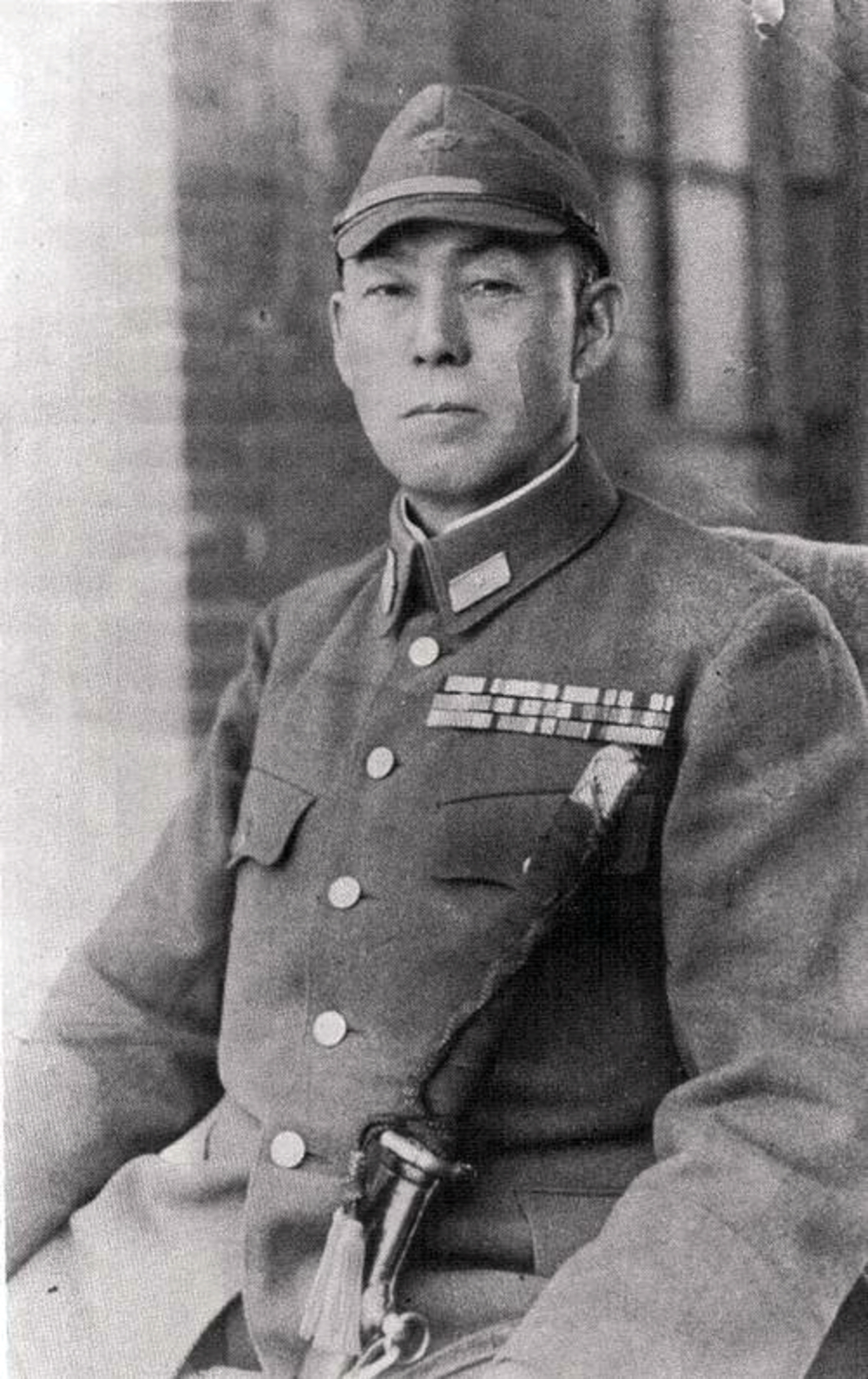
Generał porucznik Hong Sa-ik, najwyższy rangą Koreańczyk służący w armii japońskiej

Cesarstwo Koreańskie znajdowało się pod okupacją japońską od 1910 (pod nazwą Generalne Gubernatorstwo Korei). Władze japońskie starały się unikać służby Koreańczyków w Cesarskiej Armii Japońskiej, co dotyczyło także początkowego okresu walk z Amerykanami w czasie II wojny światowej. Jednakże coraz większe zaangażowanie militarne skłoniło do rekrutowania Koreańczyków do różnych pomocniczych wojskowych zadań, jak też używania ich przy różnych pracach budowlanych oraz jako strażników w obozach dla jeńców wojennych. Po rozpoczęciu przez wojska amerykańskie zdobywania kolejnych wysp na Pacyfiku Japończycy zaczęli wcielać mieszkańców Korei do regularnych jednostek wojskowych, ale bez tworzenia spośród nich odrębnych oddziałów. Mieli oni odrębne mundury i stopnie. Byli z reguły surowo traktowani przez japońskich oficerów. Trzymano ich głównie na tyłach, chociaż brali niekiedy udział w walkach np. z chińską partyzantką. W wyniku coraz bardziej pogarszającej się sytuacji militarnej władze japońskie w 1945 wyraziły ostatecznie zgodę na rekrutację ochotników koreańskich do oddziałów pierwszoliniowych.
Z Japończykami ściśle kolaborowała większość elity koreańskiej i duża część społeczeństwa. Koreańczycy w latach 30. XX wieku przestali wierzyć w sens oporu przeciw okupacyjnej władzy japońskiej, tym bardziej, że ich potencjalni sojusznicy, tj. ZSRR i Chiny, byli izolowani w polityce międzynarodowej. Uważali oni, że kolaboracja jest jedyną drogą do przeżycia. Skłaniała ich do tego także dosyć łagodna forma okupacji, poza okresem II wojny światowej.
Niektórzy Koreańczycy doszli do wysokiej pozycji w japońskich siłach zbrojnych, np.:
- Hong Sa-ik – generał porucznik (najwyższy rangą Koreańczyk w armii japońskiej),
- Kim Jong-ryol – generał brygadier lotnictwa,
- Lee Keum-woo – pułkownik wojsk lądowych,
- Kim Seok-won – generał major.

Ponadto w służbie japońskiej znajdowali się członkowie koreańskiej rodziny książęcej, jak książęta Euimin (Yi Eun), czy Gyn Rhee (Rhee Jin).
Oblicza się, że w służbie japońskiej służyło ogółem blisko ćwierć miliona Koreańczyków, w tym około 130–150 tysięcy w jednostkach wojskowych.